# أليكسي شيوسيف
أليكسي فيكتوروفيتش شيوسيف (بالروسية: Алексе́й Ви́кторович Щу́сев)، مهندس معماري روسي-سوفيتي تميّز بنجاحه في ثلاث حقب متتالية من العمارة الروسية - الفن الجديد (المعروف على نطاق واسع) والبنائية والعمارة الستالينية بصفته أحد المهندسين المعماريين الروس القلائل الذين تم الاحتفال بهم في عهد كل من عائلة رومانوف والشيوعيين إلى أن أصبح الأكثر تكريمًا لجوائز الدولة السوفيتية.
في القرن العشرين، بدأ شيوسيف بالعمل كمهندس معماري للكنيسة وطور أسلوبه في عمارة الحداثة التي تمزج الفن الحديث مع الهندسة المعمارية الروسية. قبل وأثناء الحرب العالمية الأولى، قام على الفور بتصميم وبناء محطات السكك الحديدية لعائلة فون ميك، ولا سيما محطة سكك حديد كازانسكي في موسكو. بعد أحداث الثورة البلشفية، دعم شيوسيف البلاشفة بشكل عملي وتم تكريمه بعقد لبناء ضريح لينين. قام بشكل تدريجي بتصميم وبناء ثلاثة أضرحة، اثنان مؤقتان وواحد دائم، وأشرف على التوسع الإضافي للأخير في أربعينيات القرن العشرين. في عشرينيات وأوائل الثلاثينيات من القرن العشرين، نجح شيوسيف في تبني العمارة البنائية، لكنه سرعان ما عاد إلى التاريخانية عندما اعتبرت الحكومة الحداثة غير مناسبة للدولة الشيوعية.
استمر نجاحه هذا حتى سبتمبر عام 1937 عندما خسر شيوسيف جميع مناصبه التنفيذية وعقود التصميم بعد حملة تشويه سمعة عامة، وتم إبعاده فعليًا عن الممارسة المعمارية. يتفق مؤرخو الفن الروس المعاصرون على أن التهم الوجهة ضد شيوسيف، بما في ذلك عدم الأمانة المهنية والانتحال والاستغلال، كانت مبررة في الغالب. في السنوات التالية، عاد تدريجيًا إلى الممارسة المهنية واستعاد صورته العامة كبطريرك للعمارة الستالينية. ما تزال أسباب خسارته والقوى التي تقف وراء نهوضه مجددًا مجهولة.

## المشاريع المعمارية الرئيسية

### العمارة الدينية (1900-1918)
عند عودته إلى سانت بطرسبرغ، حاول شيوسيف البدء بممارسة مستقلة، لكنه فشل في العثور على عملاء. زادت ثروته في عامي 1901-1902 بعد أن لوحظ تصميمه لأيقونة جديدة للكاتدرائية الرئيسية في كييف بيتشرسك لافرا بموافقة زملائه المهندسين المعماريين ورجال الدين الأرثوذكس. عُيّن مستشارًا للمجمع المقدس، وسرعان ما أتيحت له الفرصة لمساعدة ميخائيل نيستيروف في إصلاحات الكنيسة سيئة البناء في أباستوماني. أُعجب نيستيروف بعمل شيوسيف وتبنى موهبته. تفاوتت أرباح عقود شيوسيف مع عائلتي خاريتونينكو وفون ميك والجمعية الخيرية للدوقة الكبرى إليزابيث بعد توصيات من نيستيروف. على مدار عقد من الزمان، بدأ شيوسيف العمل كمهندس معماري للكنيسة، وسرعان ما طور عمله من الأساليب التاريخانية إلى إنشاء أسلوب عمارة الحداثة الذي يمزج الفن الحديث مع تقليد إحياء العمارة الروسية. لم يحالفه الحظ في الحصول على عقود سكنية وحكومية مربحة؛ إذ كانت مبانيه العلمانية في تلك الفترة نادرة، وهي في مجملها بمستوى أدنى بشكل واضح من عمارة الكنائس. لم تثير جداريات كنيسة شيوسيف، التي تأثرت بأعمال فيكتور فاسنيتسوف وميخائيل فروبيل، إعجاب المراقبين المعاصرين أيضًا. اشتكى ألكسندر بلوك من أنها «ليست جريئة أو ذات طابع متدين».
في عام 1904، عهد المجمع المقدس إلى شيوسيف بترميم الكنيسة المدمرة في القرن الثاني عشر في أوفراتش. نوقش تصميم شيوسيف المثير للجدل المكون من خمسة قباب على الطراز البيزنطي كثيرًا من قِبَل المهندسين المعماريين ودعاة الحفاظ على البيئة، لكن تمت الموافقة على بنائه في عام 1907. وتلا ذلك مزيد من النقاش؛ ثم في عام 1908، اضطر شيوسيف إلى تقديم تصميم منقح بمساعدة بيوتر بوكريشكين وليونيد فيسنين. من عام 1908 حتى عام 1911، أعيد بناء الكنيسة وفقًا للتصميم المنقح.
في عام 1905، كُلّف شيوسيف بتصميم الكاتدرائية الجديدة في بوتشايف لافرا. تم تنفيذ المبنى على طراز عمارة كييف-روس في العصور الوسطى وهو يتناقض بشكل جلي مع عمارة الباروك الأوكراني، إلى أن تم الانتهاء منه في عام 1911. وهكذا، انضم شيوسيف إلى الدائرة الصغيرة من بناة الهياكل الكبيرة خلال هذا الوقت.
تُعدّ الكنيسة الصغيرة في قبر ناتاليا شابيلسكايا في نيس (1904-1907) أول مبنى يعرض أسلوب شيوسيف المميز. على الرغم من أنه استلهم من هندسة فلاديمير-سوزدال في العصور الوسطى إلى حد كبير، إلا أنه تجنب بعناية عدم النسخ أو التقليد الأعمى. بدلًا من مجرد نسخ مصادره، ابتكر لغته البصرية ذات التدفق الحر. كان هذا النهج، الشائع في الفن الجديد وفي عمارة الحداثة الوليدة، مختلفًا جذريًا عن الممارسة النهضوية المعاصرة. بالإضافة إلى لمسة شخصية أخرى، موجودة بالفعل في كاتدرائية بوتشايف، تتمثل في عدم التناسق المتعمد لكنائس شيوسيف. قد تبدو إحدى واجهات الكنيسة متماثلة تمامًا، بينما تبدو الواجهة الأخرى غير منتظمة أبدًا. وفقًا لأندري إيكونيكوف، في البداية، كان شيوسيف يقلد فقط المخالفات في كنائس العصور الوسطى، لكنه سرعان ما تجاوز ما وجده في المصادر التاريخية وتبنى مبدأ عدم التناسق وعدم الانتظام إلى مستوى مشوّه تقريبًا.
وفقًا لديمتري شميلنيزكي، فإن أفضل مثال على هذا النمط هو دير القديس باسيل في أوفروش، الذي تم تصميمه بين عامي 1907-1909 وتم الانتهاء منه في عام 1910: «مخطط الأرضية الحاد والغياب المطلق تقريبًا لأسلوب معين واضح والحرية في معالجة الشكل، تمثل جميعها العمارة البنائية لشيوسيف... وهي عصرية تمامًا، على الرغم من التلميحات الواضحة إلى العمارة الروسية القديمة». وفقًا لكاتب السيرة الذاتية كيريل أفاناسييف، فإن أكثر ما يلفت الانتباه بصريًا هو الكنيسة الصغيرة في ملكية ناتالييفكا، والتي تم تصميمها كمتحف خاص للأيقونات الروسية. يمكن القول بأنها إحدى أشهر كنائس شيوسيف، في حين تُعتبر كاتدرائية دير مارفو مارينسكي في موسكو، والتي صممها شيوسيف بالتعاون مع نيستيروف في عام 1908 حتى الانتهاء منها في عام 1912. قبل اندلاع الحرب العالمية الأولى، قام شيوسيف أيضًا بتصميم وبناء كنائس في باري وسانريمو في إيطاليا؛ وفي كوهوريشتي في مولدوفا؛ وفي حقل كوليكوفو جنوب روسيا. كان آخر مبنى اكتمل قبل عام 1918 هو كنيسة مقبرة الإخوان، التي تم بناؤها خلال الحرب لتطبيق طقوس الثناء الأخيرة للجنود المحتضرين، وقد تم هدمها في أربعينيات القرن العشرين.
تأثر التصنيف الأسلوبي لكنائس شيوسيف في الأدب السوفيتي والروسي بشدة بالسياسة. خلال معظم الفترة السوفيتية، تم احتقار الفن الجديد باعتباره حركة انحلال. تجنب النقاد في عصر ستالين الإشارات إلى الفن الجديد تمامًا وقدموا عمل شيوسيف كفن أصلي ووطني و«تقدمي». تم حذف تصميمات الكنيسة في السيرة الذاتية الرسمية الموجزة، التي كُتبت في عام 1948 للجمهور الأمريكي.
وضعت النظرية السوفيتية المتأخرة، مثلما حددها إيكونيكوف، شيوسيف في النهاية التطورية للأسلوب النيوروسي الذي ظهر حوالي عام 1880 في أعمال فيكتور فاسنيتسوف ومستعمرة أبرامتسيفو الفنية. تم تطوير الأسلوب، المختلف تمامًا عن أسلوب إحياء العمارة الروسية «الرسمي»، من قِبَل فيودور ستشيتشتيل، الذي قدم أفكار الفن الجديد الفنلندي، والذي بلغ ذروته في النهاية في أعمال كل من شيوسيف وفلاديمير بوكروفسكي. فضّل بوكروفسكي نمط الإحياء «الحقيقي» لروح العصور الوسطى، بينما كان شيوسيف أكثر استجابةً لتأثيرات الفن الجديد. وفقًا لإيكونيكوف، صُنف شيوسيف في مستوى أعلى من بوكروفسكي بسبب مزيج من موهبته البديهية الطبيعية ومعرفته المباشرة بالهندسة المعمارية العالمية إلى جانب خبرته في البحث الأثري. كانت أعمال المهندسين المعماريين من «الدرجة الثانية» مثل إيليا بوندارينكو أقل مستوى من أعمال شيوسيف أو بوكروفسكي.